# Laura Lee
Laura Lee (New York City, 31 luglio 1910 – Los Angeles, 13 ottobre 1981) è stata un'attrice statunitense.

## Biografia
Laura iniziò a recitare nei teatri di Broadway, dove è accreditata dal 1928 al 1929 delle interpretazioni dei musical The Greenwich Village Follies, A Night in Venice e Broadway Nights. L'anno seguente esordì a Hollywood con tre film, nei quali fu impegnata in ruoli comici: Top Speed, Maybe It's Love e Going Wild, di William Seiter, apprezzato dal critico del New York Times, che scrisse di un film molto divertente e di una Laura Lee «energetic and pleasing».
Di fatto la sua carriera finì nel 1930. Sposata nel 1933 con l'agente di borsa Louis Payne, lasciò il cinema ed ebbe tre figli. Nel 1941, durante la guerra, fu incaricata di organizzare nel Fort Monmouth, sede dei Signal Corps, spettacoli di intrattenimento per i militari L'anno dopo fece un'apparizione nel film Vento selvaggio e nel 1950, con un'ultima interpretazione da protagonista nel western Timber Fury si congedò definitivamente dal cinema.
Divorziata nel 1954, si risposò nel 1956 con il dottor Lindeman Aaberg, da cui divorziò nel 1967.

## Filmografia
- Top Speed (1930)
- Maybe It's Love (1930)
- Going Wild (1930)
- Vento selvaggio (1942)
- Timber Fury (1950)